# Le Bœuf écorché (Soutine)
Pour l’article homonyme, voir Le Bœuf écorché.
Le Bœuf écorché est une peinture à l'huile sur toile de Chaïm Soutine de 1925. Conservée au musée de Grenoble, elle est inspirée du tableau de Rembrandt sur le même sujet et dont elle reprend le nom.
Elle fait partie d'une série de peintures réalisées à la même époque sur le même sujet, portant le même titre, et désormais conservées dans différents musées et collections particulières à travers le monde (notamment à Minneapolis et Amsterdam).

## Description
Le Bœuf écorché a une hauteur de 202 cm et une largeur de 114 cm.

## Historique
Le tableau a été peint en 1925. Il est acheté par le musée de Grenoble en 1932 auprès de la galerie Pierre-Loeb.

## Postérité
Jean-Marc Rochette le reproduit plusieurs fois dans sa bande dessinée autobiographique Ailefroide, altitude 3954, publiée en 2018.